# Sankt Veit in der Südsteiermark
Sankt Veit in der Südsteiermark ist seit Jahresbeginn 2015 eine Marktgemeinde mit 4.426 Einwohnern (Stand 1. Jänner 2025) im Bezirk Leibnitz in der Steiermark.

## Geografie

### Gemeindegliederung
Das Gemeindegebiet umfasst 12 Katastralgemeinden bzw. gliedert sich in 17 Ortschaften (Fläche Stand 31. Dezember 2023; Einwohner Stand 1. Jänner 2025):
| Katastralgemeinden | Ortschaften |
| --- | --- |
| - Hütt (596,49 ha) - Labuttendorf (473,51 ha) - Lind (341,06 ha) - Lipsch (336,01 ha) - Neutersdorf (352,39 ha) - Perbersdorf bei St. Veit (410,3 ha) - Pichla (696,72 ha) - St. Nikolai ob Draßling (1.167,12 ha) - St. Veit am Vogau (1.010,36 ha) - Seibersdorf bei St. Veit (547,2 ha) - Siebing (526,22 ha) - Weinburg (933,08 ha) | - Hütt (175) - Labuttendorf (169) - Leitersdorf (140) - Lind bei Sankt Veit am Vogau (219) - Lipsch (164) - Marchtring (18) - Neutersdorf (106) - Perbersdorf bei Sankt Veit (141) - Pichla bei Mureck (140) - Priebing (108) - Rabenhof (139) - Sankt Nikolai ob Draßling (730) - Sankt Veit am Vogau (830) - Seibersdorf bei Sankt Veit (270) - Siebing (254) - Wagendorf (489) - Weinburg am Saßbach (334) |

### Eingemeindungen
Jeweils am 1. Jänner wurden eingemeindet:
- 1951 Labuttendorf → Sankt Veit am Vogau
- 1965 Neutersdorf → Sankt Veit am Vogau
- 1968 Perbersdorf bei Sankt Veit, Pichla bei Mureck und Siebing → Weinburg am Saßbach
- 1968 Lichendorf, Oberschwarza, Seibersdorf bei Sankt Veit und Unterschwarza → Weitersfeld an der Mur
- 1969 Hütt und ein Teil von Marchtring → Sankt Nikolai ob Draßling
- 1970 Lind bei Sankt Veit am Vogau und Lipsch → Sankt Veit am Vogau

- 2015 wurden Sankt Nikolai ob Draßling, Sankt Veit am Vogau und Weinburg am Saßbach zur neuen Gemeinde Sankt Veit in der Südsteiermark vereinigt.
- 2020 kam die Katastralgemeinde Seibersdorf bei St. Veit aus der aufgelösten Gemeinde Murfeld dazu.

### Namensänderungen
- 1. Juni 1951 Lind → Lind bei Sankt Veit am Vogau; Weinburg → Weinburg am Saßbach
- 1. Jänner 1969 Weitersfeld an der Mur → Murfeld
- 1. September 1999 „Marktgemeinde“ Sankt Veit am Vogau
- 2021 Ortschaften „Lind bei Sankt Veit“ und „Pichla bei Sankt Veit“
- 2025 Ortschaft „Lind bei Sankt Veit am Vogau“

### Nachbargemeinden
Die Gemeinde ist von sechs Nachbargemeinden umgeben, drei davon liegen im Bezirk Südoststeiermark (SO).
|            | Schwarzautal                                | Mettersdorf am Saßbach (SO) und Sankt Peter am Ottersbach (SO) |
| Gabersdorf | Kompassrose, die auf Nachbargemeinden zeigt | Mureck (SO)                                                    |
|            | Straß in Steiermark                         |                                                                |

## Geschichte
Die Gemeinde Sankt Veit in der Südsteiermark entstand im Rahmen der Gemeindestrukturreform in der Steiermark
aus den zum Jahresende 2014 aufgelösten Gemeinden Sankt Veit am Vogau und Sankt Nikolai ob Draßling, beide im politischen Bezirk Leibnitz gelegen, sowie der Gemeinde Weinburg am Saßbach im politischen Bezirk Südoststeiermark.
Die Grenzen der Bezirke Südoststeiermark und Leibnitz wurden so geändert, dass die neue Gemeinde vollständig im Bezirk Leibnitz liegt.
Mit Ende des Jahres 2019 wurde die Nachbargemeinde Murfeld aufgelöst und auf die beiden Gemeinden Sankt Veit und Straß aufgeteilt, die Katastralgemeinde Seibersdorf bei St. Veit wurde in die Marktgemeinde Sankt Veit in der Südsteiermark eingemeindet. Auch hier wechselte die Katastralgemeinde vom Bezirk Südoststeiermark in den Bezirk Leibnitz über.
Die ehemalige Gemeinde Weinburg am Saßbach lag bis Ende 2012 im Bezirk Radkersburg und hatte das Kfz-Kürzel „RA“. Ab Mitte 2013 bis Ende 2014 wurden Kennzeichen mit dem Kürzel „SO“ zugeteilt, seit 2015 ist es „LB“. Die Ortschaft Seibersdorf bei Sankt Veit hatte nach „RA“ bis Ende 2019 das Kürzel „SO“ (Bezirk Südoststeiermark).

### Bevölkerungsentwicklung
| Sankt Veit in der Südsteiermark: Einwohnerzahlen von 1869 bis 2025 | Sankt Veit in der Südsteiermark: Einwohnerzahlen von 1869 bis 2025 | Sankt Veit in der Südsteiermark: Einwohnerzahlen von 1869 bis 2025 | Sankt Veit in der Südsteiermark: Einwohnerzahlen von 1869 bis 2025 | Sankt Veit in der Südsteiermark: Einwohnerzahlen von 1869 bis 2025 |
| ------------------------------------------------------------------ | ------------------------------------------------------------------ | ------------------------------------------------------------------ | ------------------------------------------------------------------ | ------------------------------------------------------------------ |
| Jahr                                                               |                                                                    |                                                                    |                                                                    | Einwohner                                                          |
| 1869                                                               | 1869                                                               |                                                                    | 4.295                                                              | 4.295                                                              |
| 1880                                                               | 1880                                                               |                                                                    | 4.538                                                              | 4.538                                                              |
| 1890                                                               | 1890                                                               |                                                                    | 4.507                                                              | 4.507                                                              |
| 1900                                                               | 1900                                                               |                                                                    | 4.369                                                              | 4.369                                                              |
| 1910                                                               | 1910                                                               |                                                                    | 4.529                                                              | 4.529                                                              |
| 1923                                                               | 1923                                                               |                                                                    | 4.379                                                              | 4.379                                                              |
| 1934                                                               | 1934                                                               |                                                                    | 4.456                                                              | 4.456                                                              |
| 1939                                                               | 1939                                                               |                                                                    | 4.305                                                              | 4.305                                                              |
| 1951                                                               | 1951                                                               |                                                                    | 4.287                                                              | 4.287                                                              |
| 1961                                                               | 1961                                                               |                                                                    | 3.895                                                              | 3.895                                                              |
| 1971                                                               | 1971                                                               |                                                                    | 4.039                                                              | 4.039                                                              |
| 1981                                                               | 1981                                                               |                                                                    | 4.166                                                              | 4.166                                                              |
| 1991                                                               | 1991                                                               |                                                                    | 4.248                                                              | 4.248                                                              |
| 2001                                                               | 2001                                                               |                                                                    | 4.375                                                              | 4.375                                                              |
| 2011                                                               | 2011                                                               |                                                                    | 4.295                                                              | 4.295                                                              |
| 2021                                                               | 2021                                                               |                                                                    | 4.415                                                              | 4.415                                                              |
| 2025                                                               | 2025                                                               |                                                                    | 4.426                                                              | 4.426                                                              |
| Quelle(n): Statistik Austria, Gebietsstand 2021                    |                                                                    |                                                                    |                                                                    |                                                                    |

## Kultur und Sehenswürdigkeiten
- Schloss Weinburg am Saßbach

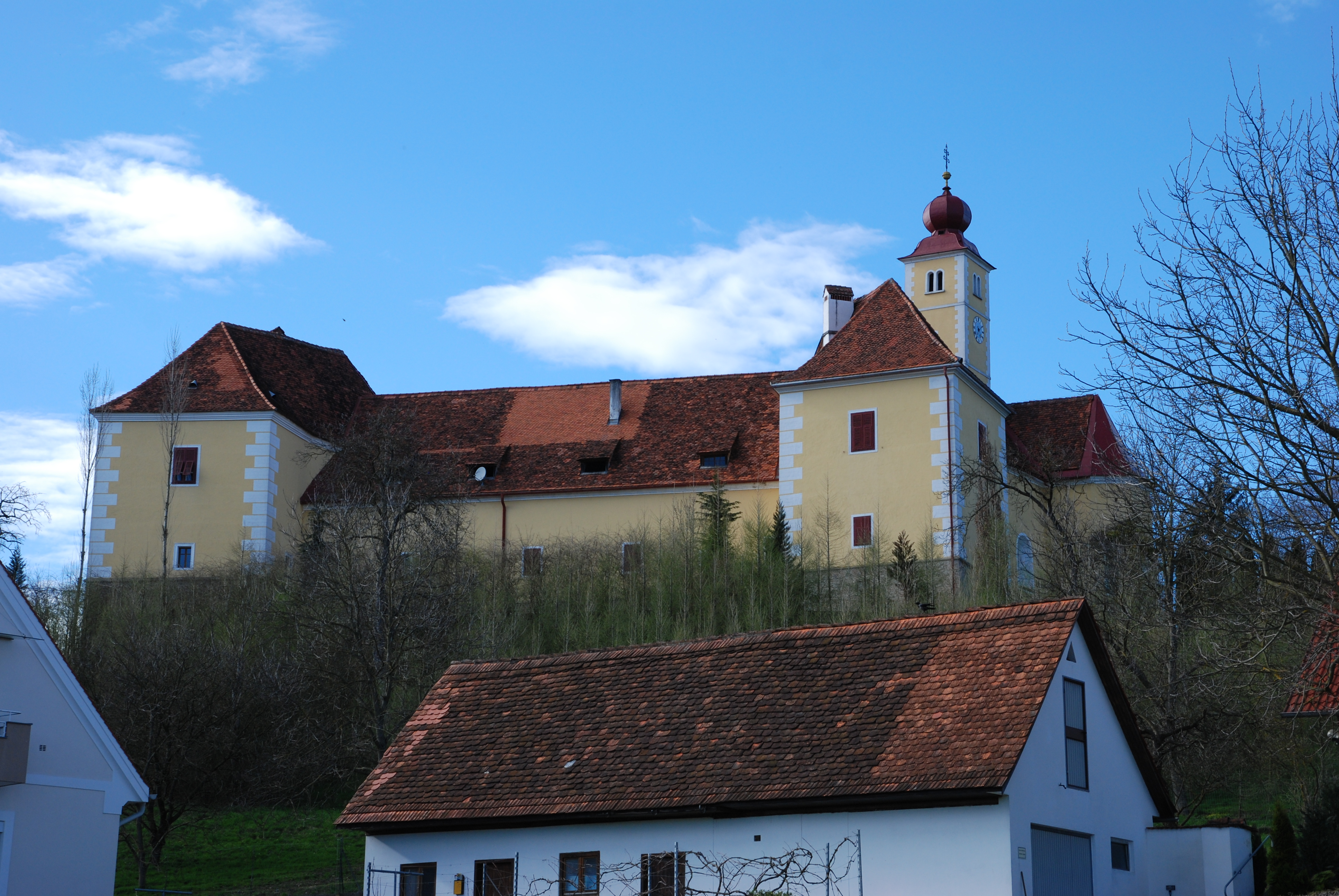
Schloss Weinburg am Saßbach

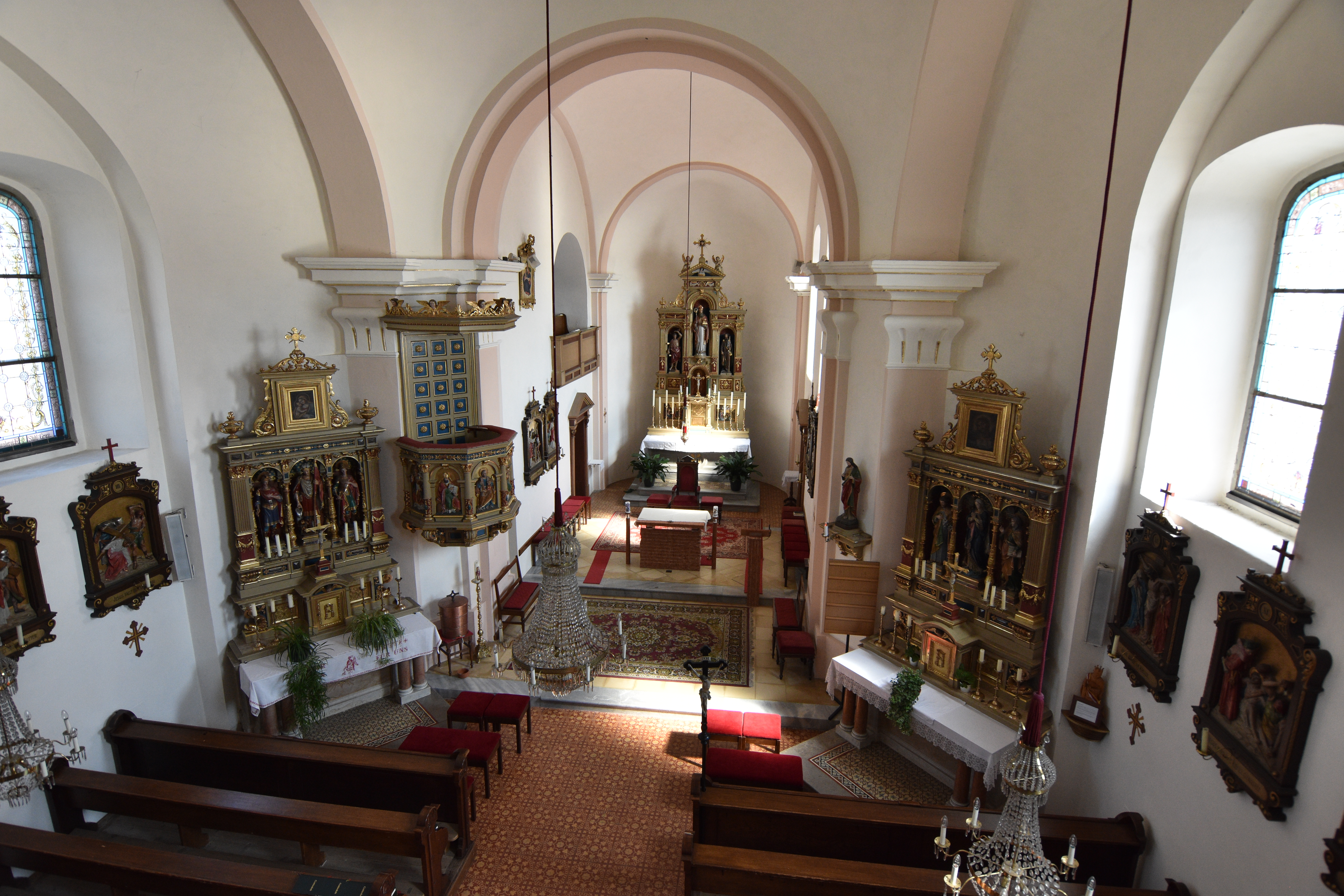
Pfarrkirche St. Nikolai ob Draßling

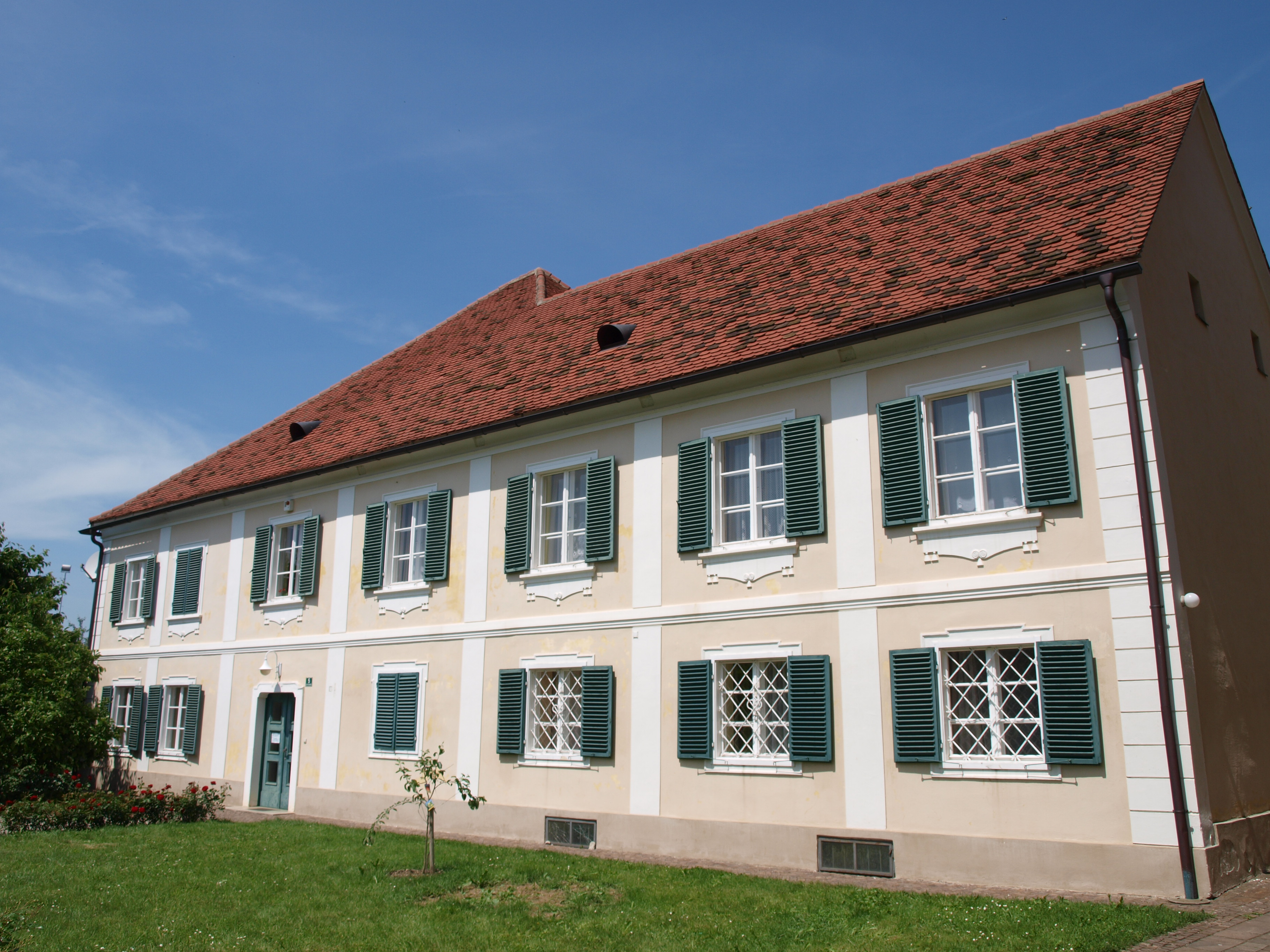
Pfarrhof in St. Veit am Vogau

- Katholische Pfarrkirche St. Nikolai ob Draßling
- Katholische Pfarrkirche St. Veit am Vogau

## Wirtschaft und Infrastruktur

### Wirtschaftssektoren
Die folgende Tabelle zeigt die Entwicklung der Anzahl der Betriebe und der Beschäftigten in den Wirtschaftssektoren:
| Wirtschaftssektor            | Anzahl Betriebe | Anzahl Betriebe | Anzahl Betriebe | Erwerbstätige | Erwerbstätige | Erwerbstätige |
| Wirtschaftssektor            | 2021            | 2011            | 2001            | 2021          | 2011          | 2001          |
| ---------------------------- | --------------- | --------------- | --------------- | ------------- | ------------- | ------------- |
| Land- und Forstwirtschaft 1) | 184             | -               | -               | 271           | 251           | 339           |
| Produktion                   | 064             | 058             | 45              | 542           | 469           | 556           |
| Dienstleistung               | 181             | 166             | 75              | 583           | 387           | 228           |

1) Betriebe mit Fläche in den Jahren 2010 und 1999, Arbeitsstätten im Jahr 2021, Arbeitsstätten im Jahr 2021

### Bildung
Neben Kinderkrippe und Kindergärten befinden sich drei Volksschulen in der Gemeinde: St. Veit am Vogau, Nikolai ob Draßling und Weinburg am Sassbach.

### Verkehr
Die wichtigste Straßenverbindungen sind die Rabenhofstraße L208 im Süden und die Schwarzautalstraße L624 in den Norden der Gemeinde. Die Pyhrn Autobahn A9 verläuft knapp an der Gemeindegrenze im Südwesten, dort liegt auch die Anschlussstelle Vogau-Straß.
Der nächste Bahnhof befindet sich im rund zehn Kilometer entfernten Leibnitz. Von dort gibt es halbstündliche Schnellbahnverbindungen nach Graz.

## Politik

### Gemeinderat
Der Gemeinderat besteht aus 21 Mitgliedern. Nach dem Ergebnis der Gemeinderatswahl 2025 setzt sich dieser wie folgt zusammen:
- 13 Mandate ÖVP
- 03 Mandate SPÖ
- 04 Mandat FPÖ
- 01 Mandat GRÜNE

| Partei               | 2025                          | 2025                          | 2025                          | 2020                          | 2020                          | 2020                          | 2015                          | 2015                          | 2015                          | 0 | 2010              | 2010              | 2010              | 2010                    | 2010                    | 2010                    | 2010                | 2010                | 2010                |
| Partei               | St. Veit in der Südsteiermark | St. Veit in der Südsteiermark | St. Veit in der Südsteiermark | St. Veit in der Südsteiermark | St. Veit in der Südsteiermark | St. Veit in der Südsteiermark | St. Veit in der Südsteiermark | St. Veit in der Südsteiermark | St. Veit in der Südsteiermark | 0 | St. Veit am Vogau | St. Veit am Vogau | St. Veit am Vogau | St. Nikolai ob Draßling | St. Nikolai ob Draßling | St. Nikolai ob Draßling | Weinburg am Saßbach | Weinburg am Saßbach | Weinburg am Saßbach |
| Partei               | Stimmen                       | %                             | Mandate                       | St.                           | %                             | M.                            | St.                           | %                             | M.                            | 0 | St.               | %                 | M.                | St.                     | %                       | M.                      | St.                 | %                   | M.                  |
| -------------------- | ----------------------------- | ----------------------------- | ----------------------------- | ----------------------------- | ----------------------------- | ----------------------------- | ----------------------------- | ----------------------------- | ----------------------------- | - | ----------------- | ----------------- | ----------------- | ----------------------- | ----------------------- | ----------------------- | ------------------- | ------------------- | ------------------- |
| ÖVP                  | 1620                          | 58,72                         | 13                            | 1564                          | 62,94                         | 14                            | 1458                          | 56                            | 12                            | 0 | 767               | 58                | 9                 | 588                     | 74                      | 11                      | 497                 | 69                  | 10                  |
| SPÖ                  | 0380                          | 13,77                         | 03                            | 0736                          | 29,62                         | 06                            | 0736                          | 28                            | 06                            | 0 | 518               | 39                | 6                 | 107                     | 13                      | 02                      | nicht kandidiert    | nicht kandidiert    | nicht kandidiert    |
| FPÖ                  | 0614                          | 22,25                         | 04                            | 0185                          | 07,44                         | 01                            | 0421                          | 16                            | 03                            | 0 | 043               | 03                | 0                 | 099                     | 12                      | 02                      | nicht kandidiert    | nicht kandidiert    | nicht kandidiert    |
| GRÜNE                | 0145                          | 05,26                         | 01                            | nicht kandidiert              | nicht kandidiert              | nicht kandidiert              | nicht kandidiert              | nicht kandidiert              | nicht kandidiert              | 0 | nicht kandidiert  | nicht kandidiert  | nicht kandidiert  | nicht kandidiert        | nicht kandidiert        | nicht kandidiert        | nicht kandidiert    | nicht kandidiert    | nicht kandidiert    |
| Einigkeit lohnt sich | nicht kandidiert              | nicht kandidiert              | nicht kandidiert              | nicht kandidiert              | nicht kandidiert              | nicht kandidiert              | nicht kandidiert              | nicht kandidiert              | nicht kandidiert              | 0 | nicht kandidiert  | nicht kandidiert  | nicht kandidiert  | nicht kandidiert        | nicht kandidiert        | nicht kandidiert        | 228                 | 31                  | 05                  |
| Wahlberechtigte      | 3.775                         | 3.775                         | 3.775                         | 3.663                         | 3.663                         | 3.663                         | 3.444                         | 3.444                         | 3.444                         | 0 | 1.530             | 1.530             | 1.530             | 927                     | 927                     | 927                     | 912                 | 912                 | 912                 |
| Wahlbeteiligung      | 73 %                          | 73 %                          | 73 %                          | 68 %                          | 68 %                          | 68 %                          | 77 %                          | 77 %                          | 77 %                          | 0 | 87 %              | 87 %              | 87 %              | 87 %                    | 87 %                    | 87 %                    | 83 %                | 83 %                | 83 %                |

### Bürgermeister und Gemeindevorstand
Manfred Tatzl (ÖVP) wurde in der konstituierenden Sitzung des Gemeinderats vom 20. April 2015 zum Bürgermeister der neu zusammengesetzten Gemeinde gewählt.
Tatzl war bereits bis Ende 2014 Bürgermeister der damaligen Gemeinde St. Veit am Vogau und führte ab 1. Jänner die Geschäfte der fusionierten Gemeinde als Regierungskommissär.
Josef Pratter, der knapp 25 Jahre Bürgermeister von St. Nikolai ob Draßling war, und die vormalige Bürgermeisterin der Gemeinde Weinburg am Saßbach, Susanne Lucchesi-Palli, traten zur Neuwahl nicht mehr an.
Mit Wirkung vom 30. April 2015 hat Manfred Tatzl sein Gemeinderatsmandat zurücklegt, da er die Geschäfte der fusionierten Gemeinde als sogenannter „Volksbürgermeister“ leiten möchte.
Dem Gemeindevorstand gehörten weiters der erste Vizebürgermeister Gerhard Rohrer, der zweite Vizebürgermeister Harald Schögler, der Gemeindekassier Georg Pock und das Vorstandsmitglied Rudolf Reinprecht an.
Mit 31. Dezember 2016 trat Manfred Tatzl von seinem Amt zurück und Vize-Bürgermeister Gerhard Rohrer übernahm seine Stelle.
Nach der Gemeinderatswahl 2020 bestand der Gemeindevorstand aus Bgm. Gerhard Rohrer (ÖVP), 1. Vizebgm. Georg Pock (ÖVP), 2. Vizebgm. Harald Schögler (SPÖ), Gemeindekassier August Jöbstl (ÖVP) und dem weiteren Vorstandsmitglied Michaela Lorber (ÖVP).
Nach der Gemeinderatswahl 2025 konstituierte sich der Gemeinderat am 16. April 2025 neu.
Bürgermeister Gerhard Rohrer (ÖVP) und der 1. Vizebürgermeister Georg Pock (ÖVP) wurden in ihren Ämtern bestätigt. Die Aufgaben des 2. Vizebürgermeisters übernimmt neu Manuel Paschek (FPÖ). Michaela Lorber (ÖVP) übernimmt neu die Agenden des Gemeindekassiers und Roswitha Krenn (ÖVP) ist neu als weiteres Vorstandsmitglied im Gemeindevorstand vertreten.

### Wappen

Wappen der Vorgängergemeinden
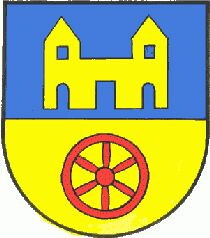
Sankt Veit am Vogau
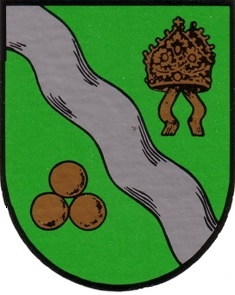
Sankt Nikolai ob Draßling
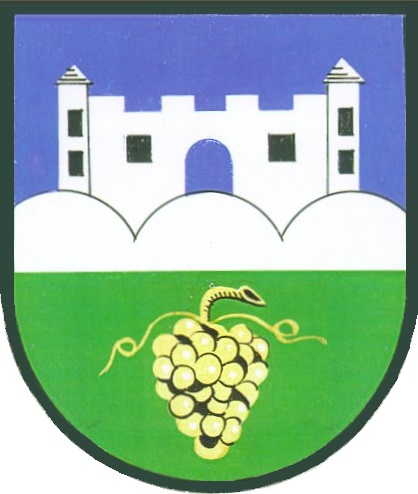
Weinburg am Saßbach

Alle drei Vorgängergemeinden hatten ein Gemeindewappen. Wegen der Gemeindezusammenlegung verloren diese mit 1. Jänner 2015 ihre offizielle Gültigkeit. Die Neuverleihung des Gemeindewappens für die Fusionsgemeinde erfolgte mit Wirkung vom 25. Oktober 2016.

Blasonierung (Wappenbeschreibung):
„Über silbernem Schildfuß, darin über schwarzem, silbern geflutetem Wellenbalken grün drei aus gemeinsamem Ursprung nach oben wachsende Weintrauben und zwei ebensolche Weinblätter, in Blau eine goldene, reich gegliederte und von Fenstern und Tür fünfzehnfach schwarz durchbrochene Kirchenfassade mit Volutengiebel samt zwei mit Knauf und Kreuz besteckten goldenen Zwiebeltürmen, zwischen diesen ein silbernes Löwenhaupt.“